# DeWayne Barrett
DeWayne Barrett, född den 27 december 1981, är en jamaicansk friidrottare som tävlar i kortdistanslöpning.
DeWayne deltog vid VM för juniorer 1998 i längdhopp men tog sig inte vidare till finalen. 2005 deltog han i Universiaden och blev där silvermedaljör på 400 meter. 
Han deltog även vid Inomhus-VM 2008 där han blev utslagen i semifinalen på 400 meter. Emellertid blev han silvermedaljör på 4 x 400 meter efter USA tillsammans med Michael Blackwood, Edino Steele och Adrian Findlay.

## Personliga rekord
- 200 meter - 20,75
- 400 meter - 45,74
- Längdhopp - 7,26